# Sörträsket (Lycksele socken, Lappland, 720916-162399)
Sörträsket är en sjö i Lycksele kommun i Lappland och ingår i Umeälvens huvudavrinningsområde. Sjön har en area på 0,273 kvadratkilometer och ligger 293,1 meter över havet.

## Delavrinningsområde
Sörträsket ingår i det delavrinningsområde (720758-162392) som SMHI kallar för Nedlagd mätstation. Medelhöjden är 299 meter över havet och ytan är 57,55 kvadratkilometer. Räknas de 22 avrinningsområdena uppströms in blir den ackumulerade arean 384,15 kvadratkilometer. Bjurbäcken som avvattnar avrinningsområdet har biflödesordning 3, vilket innebär att vattnet flödar genom totalt 3 vattendrag innan det når havet efter 206 kilometer. Avrinningsområdet består mestadels av skog (86 procent) och sankmarker (11 procent). Avrinningsområdet har 1,6 kvadratkilometer vattenytor vilket ger det en sjöprocent på 2,2 procent.